# Max Griffin
Max Griffin, född 29 november 1985 i Santa Barbara, är en amerikansk MMA-utövare som sedan 2016 tävlar i organisationen Ultimate Fighting Championship.